# Transmisoginia
Transmisoginia é a intersecção entre a transfobia e a misoginia. O termo foi cunhado por Julia Serano em seu livro de 2007 Whipping girl e usado para descrever a discriminação única enfrentada pelas mulheres trans por causa da "suposição de que a feminilidade são inferiores e existem principalmente para o benefício da masculinidade", e da maneira que a transfobia intensifica a misoginia enfrentada por mulheres trans (e vice-versa). A transmisoginia é um conceito central no transfeminismo e é comumente visto na teoria feminista interseccional. A sugestão de que a feminilidade (ao invés de sua feminilidade das mulheres trans) é uma fonte de transmisoginia é rejeitada por algumas feministas, que acreditam que as mulheres trans não são do gênero feminino.

## Causas
Transmisoginia é geralmente entendida como sendo causada pela crença social que os homens são superiores às mulheres. Em Whipping girl, Julia Serano escreve que a existência de mulheres trans é vista como uma ameaça para uma "hierarquia de gênero centrada no homem, onde se supõe que os homens são melhores do que as mulheres e que a masculinidade é superior à feminilidade." A teórica sexual Judith Butler ecoa esta hipótese, afirmando que o assassinato de mulheres trans é "um ato de poder, uma maneira de re-afirmar a dominação... o assassinato estabelece o assassino como soberano no momento em que ele mata."
As mulheres trans também são vistas como ameaça a heterossexualidade dos homens cisgénero. Nos meios de comunicação, "enganadores", tais como Dil, uma mulher trans do filme de 1992 The Crying Game, têm sido observados invocar a indignação e a transfobia masculina em uma audiência quando sua masculinidade "verdadeira" é revelada.